# Bernard Anício Caldeira Duarte
Bernard Anício Caldeira Duarte známý zkráceně jako Bernard (* 8. září 1992, Belo Horizonte, Brazílie) je brazilský fotbalista, který v současné době hraje za klub Sharjah FC ze Spojených arabských emirátů.
Zároveň je bývalým brazilským reprezentantem v seniorských výběrech. Jeho postem je místo křídelního útočníka.

## Klubová kariéra

### Atlético Mineiro
Svoji fotbalovou kariéru nastartoval v roce 2006, když se dostal do mládežnického výběru Atlética Mineira, které sídlí v jeho rodném městě Belo Horizonte. Klub ho ale dvakrát propustil, kvůli jeho nízké výšce. V roce 2010 ho Mineiro poslalo na hostování do Democrata FC, klubu který byl výhradně tvořen mladými hráči z Mineira, aby tam odehrál tříměsíční turnaj Campeonato Mineiro.
Poté, co se se 14 brankami stal nejlepším střelcem turnaje a svého klubu, byl odeslán zpět do Mineira. Přestože byl moc mladý na to, aby hrál juniorskou soutěž Copa São Paulo de Futebol Júnior, tak si ho trenér týmu Dorival Júnior stáhl do prvního týmu Atlética.
V klubu debutoval 23. března 2011 v zápase proti Uberabě, kdy nastoupil na pozici pravého obránce, z toho důvodu, že v té době bylo v mužstvu hodně zraněných. Následně se vrátil zpět do mládežnického týmu, kde vstřelil vítězný gól v rozhodujícím zápase juniorské ligy Taça Belo Horizonte de Juniores proti Fluminense FC.
Po odvolání Dorivala a jmenování Cuca novým trenérem, se Bernard vrátil zpět do hlavního mužstva. Dne 23. května 2011 debutoval v nejvyšší brazilské soutěži Campeonato Brasileiro Série A proti klubu Atlético Paranaense, když v 65. minutě střídal Brazilce Tora. Do konce sezóny odehrál 23 utkání (19 startů v základní sestavě, 1794 minut celkově). Dne 14. září 2011 odmítl prezident Atlética Alexandre Kalil nabídku z katarského klubu Al Ahli Dauhá, který za Bernarda nabízel 3,4 miliónů liber.
První profesionálního gólu se dočkal 29. ledna 2012, když se prosadil v přípravě proti Esporteu. Následně vstřelil ještě tři góly, nejprve se jednou prosadil v zápase s Atléticem Caldensem a potom vstřelil dva góly Américu. Jeho první gól v lize přišel 23. června 2012, kdy se prosadil proti Náuticu a s týmem zápas vyhrál 5:1. Do konce sezóny odehrál 36 zápasů (všechny starty v základní sestavě, 3100 minut celkově), celkem jedenáctkrát skóroval a spolu s Ronaldinhem a Jôem byl hlavním důvodem toho, že klub skončil na druhém místě. Dostal také trofej pro nejlepšího nováčka ligy.
V prosinci 2012 za něj ruský klub Spartak Moskva nabízel 9,8 miliónů liber, ale Alexandre Kalil opět nabídku odmítl.
Avšak za nedlouho, konkrétně 30. července 2013 přijal Kalil nabídku od ukrajinského Šachtaru Doněck, který za Bernarda zaplatil 22 miliónů liber. Nicméně, hráčův agent a otec odhalili, že Bernard chtěl hrát za portugalské FC Porto, kam ho táhlo jeho srdce. Kalil však upozornil, že Šachtar byl jediným klubem, který předložil nabídku o hráče.

### Šachtar Doněck
Dne 8. srpna 2013 Šachtar podepsal s Bernardem pětiletou smlouvu, za kterou si vydělá 25 milionů eur. Za Doněck debutoval v ligovém utkání 31. srpna v zápase proti Metalistu Charkov, když se na hřiště dostal jako náhradník za Douglase Costu. Jeho tým remizoval 1:1.
Španělský deník El País vybral Bernarda jako jednoho z jedenácti nejlepších jihoamerických hráčů v roce 2013.
V komentáři k Ukrajinské krizi v roce 2014 uvedl, že je ochoten opustit Šachtar pokud se situace bude dále prohlubovat. Proto učinil opatření pro potenciální nouzový odchod z klubu.

## Reprezentační kariéra

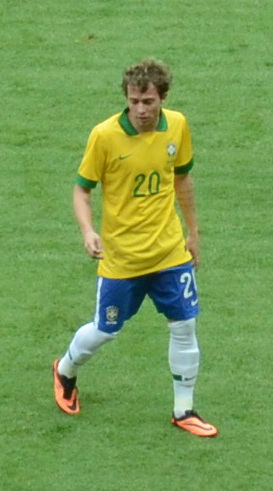
Bernard v roce 2013

V A-mužstvu Brazílie debutoval v roce 2012.
Trenér Luiz Felipe Scolari jej vzal na domácí Mistrovství světa 2014 v Brazílii. V semifinále proti Německu byl u historického brazilského debaklu 1:7, v prvním poločase Brazilci dovolili Němcům do 29. minuty pětkrát skórovat. Brazilci obsadili konečné čtvrté místo a zůstali bez medaile.

### Reprezentační góly
Góly Bernarda v A-mužstvu Brazílie
| 01.0               | 16. 11. 2013 | Sun Life Stadium, Miami, USA | Honduras | 01:00(22.) | 5:0 | přátelský zápas |
| Platí k 2. 7. 2014 |              |                              |          |            |     |                 |